# Bitwa pod Prilepem
Bitwa pod Prilepem (serb. Прилепска битка) – bitwa w czasie I wojny bałkańskiej, stoczona w dniach 3–5 listopada 1912 roku, pomiędzy armią osmańską a serbską.

## Przyczyny konfliktu
Po klęsce pod Kumanowem (23–24 października) jednostki tureckie, broniące Macedonii wycofywały się wzdłuż Wardaru, w kierunku na Bitolę. Dowódca armii tureckiej, Zeki Pasza skierował VI Korpus przeciwko Grekom w rejon Amyntaio, zaś pozostałe dwa korpusy (V i VII) miały zahamować postępy armii serbskiej. 1 listopada dwie dywizje piechoty (13 i 15) wchodzące w skład V Korpusu zajęły korzystne strategicznie pozycje na wzgórzach, 10 km na północ od Prilepu, oczekując przybycia Serbów. 3 listopada w okolice Prilepu dotarły pierwsze oddziały morawskiej i drińskiej dywizji piechoty, wchodzące w skład 1 armii serbskiej.

## Przebieg bitwy
3 listopada, w ulewnym deszczu pierwsze oddziały dywizji morawskiej starły się z jednostkami tureckimi, zajmującymi pozycje na północ od Prilepu. Mimo dużych strat ponoszonych przez atakujących, pierwszy dzień nie przyniósł im sukcesu. W drugim dniu skuteczny atak na prawe skrzydło tureckie, zmusił jednostki V Korpusu do opuszczenia korzystnych strategicznie pozycji na wzgórzach. Brak rezerw po stronie tureckiej uniemożliwił przeprowadzenie kontrnatarcia. Uporczywe ataki serbskie złamały po trzech dniach opór jednostek tureckich, które wycofały się na południe od Prilepu. 5 listopada na pole bitwy dotarły ostatnie oddziały dywizji drińskiej. Frontalny atak na bagnety doprowadził do kolejnego przełamania pozycji tureckich i zmusił oddziały Zeki Paszy do odwrotu.

## Konsekwencje bitwy
W atakach na pozycje tureckie Serbowie stracili 2000 zabitych i rannych żołnierzy. Straty tureckie przekraczały 300 zabitych i 900 rannych. Turecki V Korpus został zmuszony do odwrotu, ale nadal zachował wartość bojową. Zwycięstwo w bitwie otwierało Serbom drogę do Bitoli.